# San Xulián do Camiño
San Xulián do Camiño (auch San Xiao do Camiño oder San Julián del Camino) ist ein Ort am Rande des Jakobsweges. Er liegt auf 480 m Höhe in der spanischen Provinz Lugo der Autonomen Gemeinschaft Galicien, administrativ gehört er zu Palas de Rei. 
Die Pfarrkirche des Ortes ist ein romanisches Gotteshaus aus dem 12. Jahrhundert, das dem hl. Julian geweiht ist. Diese Widmung belegt die lange Tradition der Verehrung eines Heiligen, dessen historisches Profil genauso unbekannt wie zweifelhaft ist. Nach der Legenda aurea des Italieners Jacobus de Voragine war Julián ein adliger Soldat, der irrtümlicherweise seine Eltern tötete. Zur Sühne soll er danach mit seiner Frau Adela Jakobspilger in einem Hospiz beherbergt haben, bis ihm ein Engel göttliche Vergebung offenbarte. Weiteres Zeugnis der Popularität des Heiligen in dieser Gegend ist der Flussname Ruxián (=Río Xulián).